# Enhydrosoma tunisensis
Enhydrosoma tunisensis är en kräftdjursart som beskrevs av Albert Monard 1935. Enhydrosoma tunisensis ingår i släktet Enhydrosoma och familjen Cletodidae. Inga underarter finns listade i Catalogue of Life.